# Franz Ludwig von Hornthal

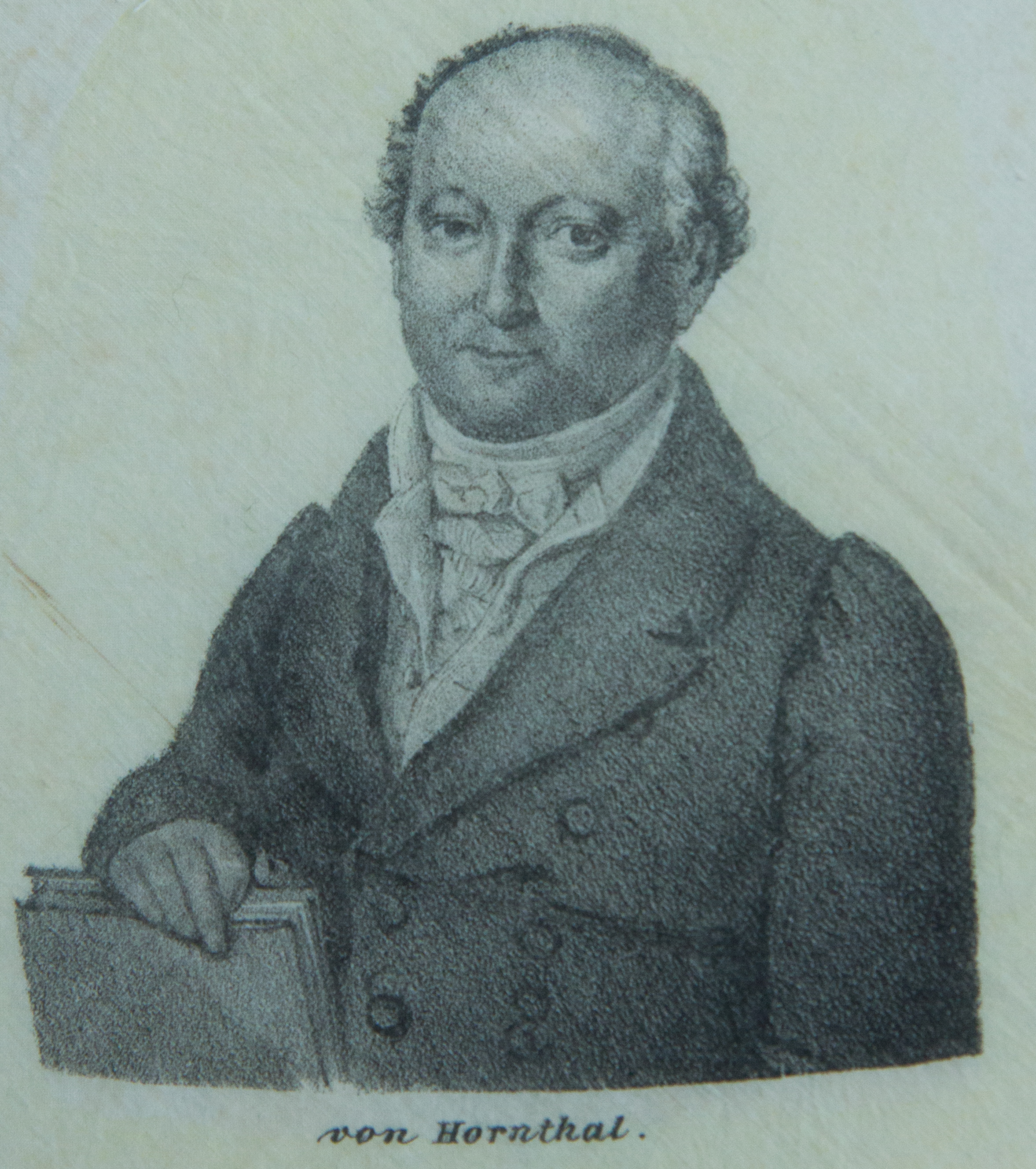
Franz Ludwig von Hornthal

Franz Ludwig von Hornthal, vor 1815 Franz Ludwig Hornthal (* 5. März 1763 in Hamburg; † 27. Juni 1833 in Bamberg), war ein deutscher Jurist und Politiker. Er war Erster Bürgermeister und seit 1819 Ehrenbürger von Bamberg.

## Leben
Franz Ludwig von Hornthal wurde (unter einem anderen Namen) als Sohn eines Rabbiners in Hamburg geboren, besuchte die berühmte Talmudschule in Fürth, um schließlich am 2. Mai 1779 in Bamberg vom Judentum zum Katholizismus zu konvertieren. Der Domkapitular Johann Karl Joseph Horneck von Weinheim (1723–1791) und der gerade erst zum Bischof gewählte Franz Ludwig von Erthal waren seine Taufpaten, aus deren Namen sein neuer Vor- und Familienname gebildet wurde.
Hornthal studierte in Bamberg und war am Landgericht Bamberg als geachteter Anwalt tätig. Am 17. September 1792 heiratete er Anna Maria Betz, die Tochter des Konvertiten und fürstbischöflichen Leibarztes Johann Philipp Betz, in Amlingstadt. Am 4. Dezember 1794 wurde Johann Peter, sein einziger Sohn, geboren, benannt nach seinem Taufpaten, dem Kaufmann Johann Peter Raulino (1751–1795). Nach dem Tod seiner Ehefrau im Jahr 1814 heiratete Franz Ludwig von Hornthal 1818 die gleichfalls verwitwete Philippine Stockmann, geborene Orth (1776–1835).
Nach Auflösung des Fürstbistums blieb er im Dienst des bayerischen Staates. Ab 1803 war er in Bamberg Polizeidirektor und ließ in Bamberg eine erste Stadtbeleuchtung mit 250 Öllampen installieren, ab 1805 war er zunächst Generalkriegskommissar, dann ab 1806 Königlich Bayerischer Oberster Justizrat der Obersten Justizstelle in Franken und ab 1807 leitete er die Aufnahme und Zuordnung der Nürnberger Staats- und Stadtschulden. Dafür wurde er am 23. April 1815 von König Maximilian I. Joseph in den erblichen Adelsstand erhoben.
Nach Einführung der Magistratsverfassung in Bayern war er von 1818 bis 1821 der erste Bamberger Bürgermeister, seine Wiederwahl scheiterte. Von 1819 bis 1825 war er Mitglied der Abgeordnetenkammer. Dort war er Mitglied des Schuldentilgungsausschusses (1819) und des Gesetzgebungsausschusses (1822). Dort geht die Einführung eines vergleichbar dem im Rheinland bereits eingeführten Landratswesens, dessen Einführung nach vielen Debatten erst 1828 verabschiedet wurde und aus der sich im Wesentlichen die bayerische Bezirksverwaltung abgeleitet hat, auf seinen Antrag zurück. Aufsehen erregte auch sein – nicht angenommener – Vorschlag, die Armee auf die Verfassung statt auf den König zu vereidigen. Da seine Wiederwahl in den Landtag durch das Geschick der Regierung verhindert wurde, widmete er sich in den 1820er Jahren der Schriftstellerei und veröffentlichte auch Flugblätter, deren Inhalt bei der Regierung auf Missfallen stieß. Das führte zu seinem Ausschluss aus dem Landtag per Dekret im Jahr 1831.
Von 1829 bis 1830 war er Präsident des auch nach seinen Vorschlägen geschaffenen Landrates des Obermainkreises. Er hielt beim Gaibacher Verfassungsfest im Jahr 1832 eine beachtete Rede.
Bestattet war er im sogenannten Portikus im Hauptfriedhof Bamberg (Abteilung 1, Nr. 1). Die Gruft wurde 1953 aufgelassen. Die sterblichen Überreste wurden „evakuiert“.

## Ehrungen
Hornthal wurde 1815 in den erblichen Adelsstand erhoben. 1819 wurde er der erste Ehrenbürger von Bamberg. Die Hornthalstraße in Bamberg ist nach ihm benannt.

## Schriften (Auswahl)
- Zur Kritik der Verfassungsurkunde des Königreichs Baiern. Bamberg 1818 (Digitalisat)
- Darstellung der Ereignisse bey den vom Herrn Fürsten von Hohenlohe zu Bamberg unternommenen Heilversuchen, wie sie sich in Wahrheit zutrugen. [Bamberg] 1822 (Digitalisat)
- Ueber den Kongreß zu Verona und den Vorabend großer Ereignisse. Campe, Nürnberg 1822.[9] (Digitalisat)
- Werden die deutschen Bundes-Fürsten überhaupt, insbesondere die constitutionellen, an einem feindlichen Einfalle, am Kriege wider Spanien Theil nehmen? Campe, Nürnberg 1823 (Digitalisat)
- Werden die deutschen Bundesfürsten überhaupt, insbesondere die konstitutionellen, in die innern Angelegenheiten Frankreichs sich einmischen – an einem allenfallsigen Kriege gegen Frankreich Theil nehmen? Riegel und Wießner, Nürnberg 1830 (Digitalisat)